# クライエント
クライエント（client）とは、英語で依頼人のこと。とくにカウンセリングなど心理療法を受ける人、および社会福祉における相談者のことをいう。広告代理店の顧客もクライエントという。
カウンセリングでは「来談者」と訳される。これに対し心理療法を施す人は「セラピスト」（治療者）という。
ビジネス分野における顧客、コンピュータ・ネットワークにおける端末という意味のクライアントと英語では同語であるが、日本語では表記が異なる。